# Scuola Italiana Dante Alighieri
La Scuola Italiana Dante Alighieri de Asunción, más conocida como el Colegio Dante Alighieri es un tradicional colegio privado italiano de Paraguay.  Lleva el honroso nombre del poeta italiano Dante Alighieri.

## Historia
La escuela fue fundada en 1895 cuando dos sociedades italianas de Asunción deciden crear una scuola para sus descendientes, en el área de Asunción, inicialmente constituida como Scuola Masculina de Oficio, luego Scuola Regina Elena y finalmente como Dante Alighieri. Se instaló en las calles 15 de Agosto y Estrella. La institución fue reconocida por el Ministerio de Educación en 1909.
En 1929 se muda a su actual ubicación en las calles Alberdi y Humaitá, en el Barrio de La Encarnación.
En 1981 se inauguró un segundo campus en la ciudad de Fernando de la Mora.
La escuela ofrece los niveles educativos desde el jardín de infantes hasta el 3.er año de la media (grado 12º) con una enseñanza trilingüe  (español - italiano - guarani)

## Biblioteca
La biblioteca fue creada en el año 1981, siendo director del colegio el profesor Fiorello Ficorilli, bajo la denominación de “Biblioteca Irene Borello de Amodei”, en homenaje a una de las más ilustres italianas que adoptaron por país al Paraguay y que fuera esposa del también destacado y querido director del colegio, el ingeniero Salvatore Amodei.
La biblioteca se halla construida en el bloque nuevo del colegio y abarca una superficie de exposición de libros de 158 m² aproximadamente. Se encuentra equipada al estilo europeo y está catalogada como una de las bibliotecas más grandes y completas del país. Actualmente cuenta con 22.700 volúmenes debidamente clasificados.

## Uniforme

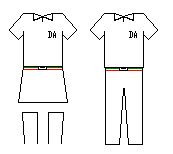
Uniforme formal de la institución.

La institución dispone de tres uniformes. El uniforme de uso diario está compuesto por un polo blanco y pantalones de jean, para ambos sexos. En las jornadas de Educación Física, los estudiantes deben vestir un buzo negro y camiseta negra. Para los actos y eventos institucionales, los niños utilizan polo blanco con pantalones blancos, y las niñas, polo blanco con pollera blanca. 
[¹] Información extraída de publicación oficial de la página de Facebook del Colegio Dante Alighieri Paraguay, año 2019. (Enlace a la publicación).

## Alumnos destacados
- Ricardo Migliorisi, pintor.
- Ruben Vysokolan, actor.
- Paola Maltese, periodista, actriz.
- Dina Cazal, modelo, docente, actriz, conductora y locutora de Radio y Televisión
- Carmen Soler, poeta.